# O Fatalista
O Fatalista é um filme de dramédia luso-francês de 2005, realizado e adaptado por João Botelho, a partir da obra Jacques, Le Fataliste, de Denis Diderot. A longa-metragem é protagonizada por Rogério Samora e André Gomes, interpretando um motorista e seu patrão, que contam e ouvem histórias repletas de considerações filosóficas e recordações sexuais ao longo das suas viagens.
O filme fez parte da seleção oficial do Festival de Veneza, onde estreou a 7 de setembro de 2005. Em Portugal, foi lançado comercialmente a 1 de dezembro de 2005, e em França a 5 de abril de 2006.

## Sinopse
«Tudo o que de bem ou de mal nos acontece "cá em baixo", está escrito "lá em cima". É a frase preferida de Tiago (tradução de Jaques, porque vem dos santos), motorista de condição, para justificar todas as suas surpreendentes acções, quando através de um estranho Portugal conduz o seu patrão na delirante e interminável história dos seus amores.
Narrativas múltiplas para aventuras desconcertantes, sexo e poder à flor da pele e na parte mais obscura dos cérebros, poder e saber em guerra desenfreada, a luta de classes como motor do mundo e a revelação do comportamento dos homens e das mulheres e da consequência das suas acções». (Cit: ficha do produtor).

## Elenco
- Rogério Samora, como Tiago.[5]
  - João Baptista, como Tiago aos 20 anos.
- André Gomes, como Patrão.
- Rita Blanco, como Senhora D.[6]
- Suzana Borges, como Estalajadeira.
- Patrícia Guerreiro, como Bárbara.
- José Wallenstein, como Marquês.
- Teresa Madruga, como Mãe de Bárbara.
- Margarida Vila-Nova, como Filha.
- Maria Emília Correia, como Dona da pensão.
- Adriano Luz, como Marido.
- Helena Laureano, como D. Suzete.
- Ana Bustorff, como D. Margarida.
- Laura Soveral, como Avó do Tiago.
- José Pinto, como Avô do Tiago.
- José Eduardo, como Padre.
- Cláudia Teixeira, como Isabel.
- Miguel Monteiro, como Realizador.[7]
- Rui Morrisson, como Narrador.

## Equipa técnica
- Realizador: João Botelho[8]
- Assistentes de realização: João Pinhão e José Maria Vaz da Silva
- Diretora de produção: Diana Coelho
- Cinematografia: Edmundo Diaz[9]
- Figurinos: Isabel Branco
- Som: Pedro Melo
- Mistura de som: Branko Neskov
- Montagem: Renata Sancho
- Montagem de som: Miguel Martins
- Produtor: Paulo Branco

#### Música
- Música: Lhasa de Sela
- Sonata para piano e violoncelo em mi menor, op38 de Johannes Brahms
  - Irene Lima (Violoncelo)
  - Nuno Vieira de Almeida (Piano)

## Produção
Com produção de Paulo Branco para a companhia francesa Gémini Filmes e portuguesa Madragoa Filmes, O Fatalista contou com o apoio financeiro do Institudo do Cinema Audiovisual e Multimédia e da RTP. João Botelho realizou o filme a partir de um argumento da sua autoria, adaptando o romance póstumo Jacques le Fataliste et son maître de Denis Diderot.
Ao longo da produção da longa-metragem, a colaboração entre realizador e produtor não foi sempre pacífica. Botelho relatou um conflito, inicialmente por Branco querer impor indiscriminadamente as mesmas equipas técnicas de Manoel de Oliveira e Pedro Costa e durante a rodagem por, alegadamente, ter ditado o fim das gravações depois de seis semanas e meia, em vez das nove semanas inicialmente estipuladas.

## Temas e estilo
O Fatalista é uma farsa de constante sátira e uma análise da atração entre os sexos. Mergulhando muitas vezes no absurdo e no surrealismo de Buñuel-Fellini, Botelho capta o fluxo permanente do diálogo. Tal diálogo assume uma componente artificial, uma vez que, a exemplo do que fez em Quem És Tu?, Botelho enfatiza os elementos teatrais e revela claras influências de Manoel de Oliveira.
De acordo com o realizador "O nosso cinema tem muita marca poética, mais do que de prosa, portanto menos narrativa e mais contemplação." Estas característica pronunciam-se desde a sua primeira longa-metragem, Conversa Acabada, e são exploradas em O Fatalista numa expressão mais satírica.

## Distribuição
A apresentação do filme decorreu a 7 de setembro, na edição de 2005 do Festival Internacional de Cinema de Veneza, onde O Fatalista integrou a Seleção Oficial. A longa metragem foi lançada comercialmente em Portugal a 1 de dezembro de 2005, onde estreou no Cinema King (Lisboa). Distribuída pela Gemini Filmes, foi lançada comercialmente em França a 5 de abril de 2006.
O Fatalista foi editado em DVD pela Leopardo filmes a dezembro de 2005. Em 2006, a Atalanta editou uma nova versão do DVD, integrando um Making of (20 mn), entrevista João Botelho e outros conteúdos.
A 4 de outubro de 2020, o filme foi transmitido na RTP2, data a partir da qual ficou disponível na plataforma de streaming RTP Play.

### Festivais
Segue-se uma lista dos principais festivais para os quais O Fatalista foi selecionado:
- Festival Internacional de Cinema de Veneza (Itália, 7 de setembro de 2005)[19]
- Festival Internacional de Cinema de Toronto, Cinema Contemporâneo do Mundo (Canadá, 15 de setembro de 2005)[20]
- 29ª Mostra Brasileira de Cinema de S. Paulo (Brasil, 27 de outubro de 2005)[21]
- Festival de Sevilha (Espanha, 6 de novembro de 2005)
- Showcase de Cinema Europeu do American Film Institute, em Washington (EUA, 20 de novembro de 2005)
- Lisbon & Sintra Film Festival (Portugal, 2018)[9]

## Receção

### Crítica
De maneira geral, a crítica especializada teceu críticas medianas ou negativas quanto a O Fatalista. Jay Weissberg (Variety) escreve que esta adaptação da obra de Denis Diderot poderia ser melhor conseguida nas mãos de um realizador com outras características: "O Fatalista clama por um Buñuel que possa moldar metáforas filosóficas em celulóide lancinante e divertida, em vez de um Botelho que retira o conteúdo cinematográfico da chuva constante de epigramas". Com uma opinião semelhante, Pedro Mexia (Diário de Notícias) defende os diálogos do argumento são "imbuídos de um humor que se pretende socialmente crítico mas que é apenas revisteiro.
Numa crítica mais positiva, Luís Miguel Oliveira (Público) compara positivamente o filme com a anterior obra do realizador, A Mulher que Acreditava ser Presidente dos Estados Unidos da América: "O Fatalista traz-nos um João Botelho em recuperação de forma". Também Fabien Lemercier é mais elogioso, destacando a competência do realizador para a filmagem da natureza, acrescentando que "este grande poder de sugestão de fundo é um acompanhamento ideal, como uma embriaguez insidiosa, para as divagações verbais e imaginárias que povoam este filme inegavelmente original".